# Transporte Mariano Moreno (Paraná)
Transporte Mariano Moreno S.R.L. es una empresa privada argentina de Transporte, que presta servicio de colectivos urbanos, en la ciudad de Paraná, Entre Ríos, Argentina. Opera en las líneas 2, 7, 8, 9, 12, 14 y 16. También colabora, cediendo algunas de sus unidades, con la operación de las líneas 3, 4, 12 y 20, pertenecientes a la empresa ERSA Urbano Paraná.

## Historia
La empresa inicia sus servicios el día 15 de noviembre del año 1937, siendo en sus comienzos una sociedad del tipo socios componentes, pasando luego a ser una sociedad colectiva, para llegar hoy a ser una Sociedad de Responsabilidad Limitada.
En sus principios, operó bajo el nombre de la única línea que prestaba: "Línea 2"; posteriormente y hasta mediados de los sesenta, fue renombrada como "Transporte General Belgrano S.R.L." e identificada con un color verde lima y crema.
Originariamente prestaba servicios con tan sólo cuatro unidades, recorriendo únicamente los principales puntos de la ciudad. Con el correr del tiempo los recorridos se fueron ampliando a la par del crecimiento de la ciudad y sus demandas, lo mismo que el parque móvil.
Entrada la década del setenta y ya con el nuevo nombre de Transporte Mariano Moreno S.R.L., sustituyó sus colores claros, con un intenso verde inglés y detalles en negro y azul.
Desde fines del año 2011, se cree en la ciudad que esta empresa está vinculada con el monopolio correntino Grupo ERSA, aunque no hay actualmente nada confirmado oficialmente por parte de ambas empresas, pero es bastante evidente éste rumor, uno de los ejemplos son las 16 nuevas unidades que circulan en Paraná desde octubre de 2013 las cuales tienen características similares a las de los colectivos de ERSA. Y también el caso de la línea 4 que circula desde julio de 2013 con unidades pertenecientes al Grupo ERSA. De ser confirmada la adquisición de la empresa por Grupo ERSA, Paraná ya no tendrá más empresas locales, es decir, sólo quedará el monopolio correntino, el cual ya se hizo cargo por completo de la empresa La Victoria T.P.S.R.L. (Líneas 1, 5, 6, 10, 11-21, 15, 22), la cual supo ser en su momento la empresa más importante de la ciudad, que también tenía a su cargo a la Línea Nacional 906 mediante la empresa Transportes Fluviales del Litoral S.R.L. y servicios interurbanos dentro del Departamento Paraná, lo cual pasó todo a manos del Grupo ERSA.
En marzo de 2025, en el contexto de una emergencia del transporte urbano de la ciudad capital y con la apertura de sobres de nuevos oferentes para prestar servicios; comunicó que no renovaría su concesión, marcando así, el final de una historia de casi 90 años y convirtiéndose en la última empresa local en pie.

## Recorridos Actuales
Con la modificación del sistema en el mes de julio del año 2018.

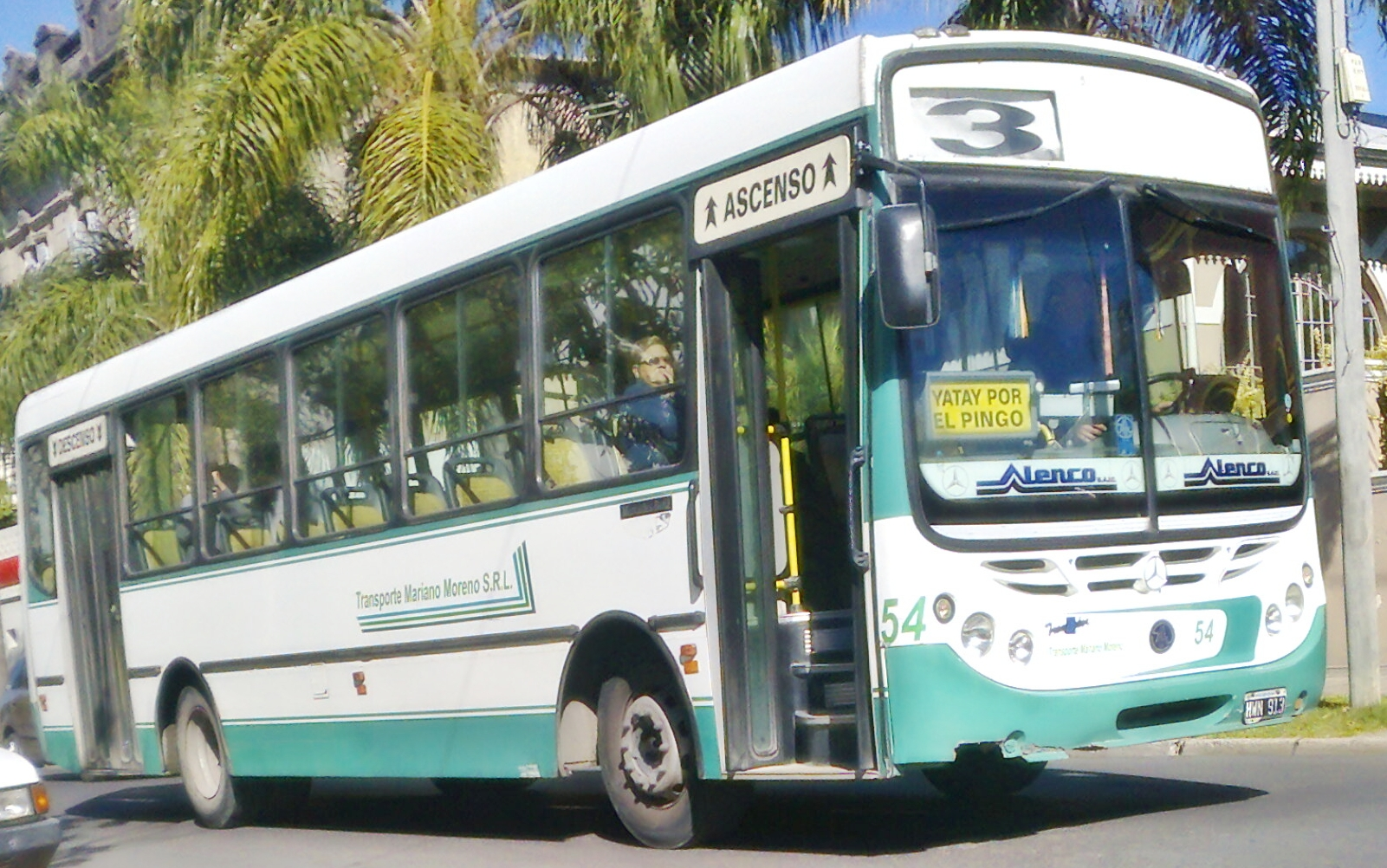
Unidad de la línea 3 (Actualmente operada por ERSA Urbano).

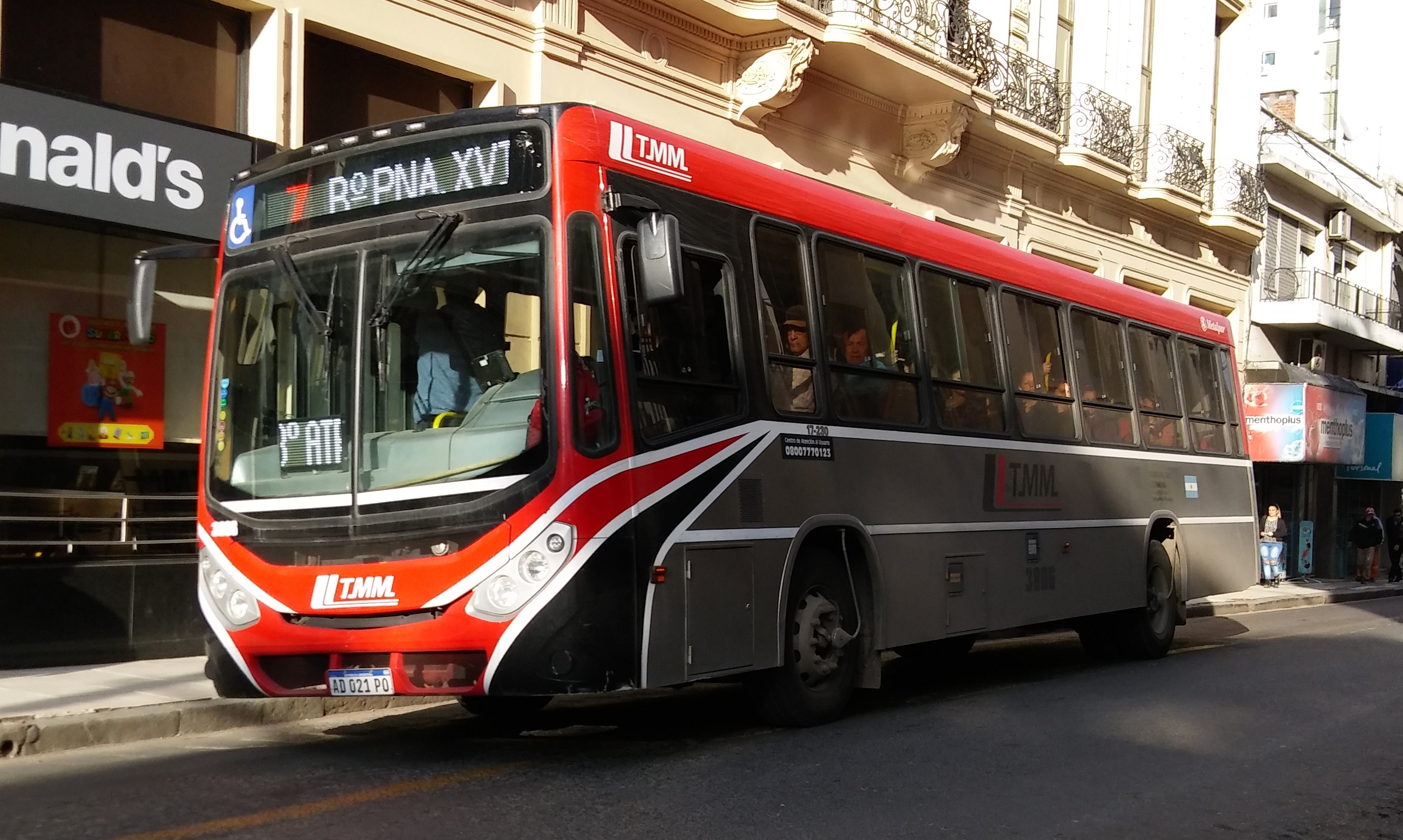
Unidad de la línea 7. Una de las últimas unidades adquiridas en el año 2018, que llegaron a Mariano Moreno, donde se aprecia la inclusión de librea y numeración de ERSA Urbano. Marcando así, un punto y aparte en la historia de la empresa, ya que se perderían los colores originales de aquí en adelante.

#### Línea 2
- Ramal Único: Barrio Parque Mayor - Barrio Francisco Ramírez

#### Línea 7
- Ramal Único: Barrio Anacleto Medina Sur - Barrio A.A.T.R.A. III

#### Línea 8
- Ramal Único: Barrio Parque Mayor - Acebal y Segundo Sombra

#### Línea 9
- Ramal Blanco - A:  Barrio 500 Viviendas - Hospital San Roque
- Ramal Blanco - B: Centro Los Berros - Hospital San Roque por Lebensohn y Crausaz
- Ramal Blanco - C: Barrio 500 Viviendas - Hospital San Roque por Divina Providencia "Obra Don Uva"

#### Línea 14
- Ramal Único: Aeropuerto - Casa de Gobierno por Provincias Unidas

#### Línea 16
- Ramal Único: Barrio Parque Mayor - Barrio Hernandarias por Escuela de Policía

## Recorridos anteriores
Hasta julio de 2018.

#### Línea 2
- Ramal Rojo: Barrio Parque Mayor - Parque Urquiza (por Rocamora)
- Ramal Verde: Barrio Parque Mayor - Parque Urquiza (por Provincias Unidas)

#### Línea 3
- Ramal Amarillo/Blanco: Barrio Anacleto Medina - Villa Yatay (por calle El Pingo)
- Ramal Rojo/Verde: Barrio Anacleto Medina - Villa Yatay (por Avda. Ejército)

#### Línea 4
- Ramal Verde/Blanco: San Benito - Barrio Francisco Ramírez
- Ramal Blanco: San Benito - Barrio Francisco Ramírez (por Barrio Solvencia)

#### Línea 7
- Ramal Azul: Barrio Paraná XVI - Barrio A.A.T.R.A. III
- Ramal Blanco: Barrio Paraná XVI - Barrio Hernandarias
- Ramal Blanco II: Barrio A.A.T.R.A./Barrio Hernandarias por Acebal

#### Línea 8
- Ramal Blanco: Barrio Parque Mayor - Casa de Gobierno (por Barrio Gazzano)
- Ramal Amarillo: Barrio Parque Mayor - Casa de Gobierno (por Barrio C.G.T.)

#### Línea 9
- Ramal Azul: Club Neuquén - B° Cuarteles - Centro (por Calderón y Gral. Galán)
- Ramal Blanco: Club Neuquén - B° Cuarteles - Centro (por Barrio El Sol)

#### Línea 12
- Ramal Naranja: Avda. Zanni al final - Barrio Loreto - Casa de Gobierno

#### Línea 14
- Ramal Azul: Aeropuerto - Casa de Gobierno
- Ramal Amarillo - A: Base Aérea por Hernandarias - Casa de Gobierno
- Ramal Amarillo - B: Parque Industrial por Hernandarias - Casa de Gobierno

#### Línea 20
- Ramal Blanco: Av. Jorge Newbery y Ruta Nacional 12 - Barrio Mercantil